# Main Street on the March!
Main Street on the March! é um filme de drama em curta-metragem estadunidense de 1941 dirigido e escrito por Edward Cahn. Venceu o Oscar de melhor curta-metragem em live-action: 2 bobinas na edição de 1942.

## Elenco
- John Nesbitt
- Raymond Gram Swing
- Neville Chamberlain
- H. V. Kaltenborn
- Franklin Delano Roosevelt
- Winston Churchill
- George C. Marshall
- William S. Knudsen